# Josef Leopold Václav Dukát
Josef Leopold Václav Dukát gedoopt en ingeschreven als Joseph Leopold Wenceslaus Dukat (Proßnitz, nu Prostějov, 12 maart 1684 - Seelau, nu Želiv (Pelhřimov), 4 juni 1717) was een Boheemse, specifieker Moravische, componist.
Zijn algemene opleiding kreeg hij vanaf 1696 in het Jezuïetencollege te Olomouc, toen Olmütz in Moravië (tegenwoordig in Tsjechië). Hij werkte daarna als organist en koordirigent in het gesloten klooster van de Premonstratenzer-orde in Seelau, tsjechisch Želiv, in Bohemen, nu Tsjechië, en was zelf een monnik in dit klooster. Zijn niet gepubliceerd werk Cithara nova (12 geestelijke (solo-)cantates met Latijnse tekst in het toen nieuwe Italiaanse stijl) uit 1797 is opgedragen aan de abt van de Premonstratenzer abdij Seelau Jeroným Hlín. Deze abt bewaarde de manuscripten in de bibliotheek van het klooster Seelau (Želiv}. 

## Werk

### Cantates (geestelijke muziek)
- 1707 Cithara nova
  - No. 3, De Resurrectione Domini vel de Martyre

  1. Aria - Victoria! Vicit leo de tribu Juda...
  2. Recitativo - Ad tanti regis voctoriam
  3. Aria - Laeti canamus alleluia.

  - No. 4, De vanitate. Pro omni tempore
  - No. 7, De Beata Virgine et pro omni tempore

  1. Aria - Fure, fure, sterne, neca, saeva, fure, Stygis fax, ...
  2. Recitativo - Quid, quid sunt tua, orce, tormenta?...
  3. Aria - Sto, sto ommobilis athleta, ...
  4. Aria - In te, mater Dei, spero...
  5. Aria - Fure, fure, sterne, neca ...

  - No. 8, De venerabili Sacramento
  - No. 9, De vanitate pro omni tempore
  - No. 10, De venerabili Sacramento
  - No. 11, De Beata Virgine Maria vel pro omni tempore

  1. O infaustae Syrenaulae, proh dolosae...
  2. Quis mihi proram porriget?
  3. Jam salus mea properat